# Zona umbertina (Siracusa)
La zona umbertina, o terraferma siracusana, è il terzo quartiere storico della città di Siracusa. Corrisponde al promontorio sud di Siracusa esteso fino all'isola di Ortigia.
La zona è stata costruita durante l'espansione urbanistica sulla terraferma negli ultimi decenni del XIX secolo. Le sue strade principali sono: corso Umberto I, piazzale Guglielmo Marconi (storicamente noto come "puzzu ngegnere"), viale Regina Margherita, viale Montedoro e via Malta, e ingloba quattro piccoli rioni: Borgo Sant'Antonio (in cui c'è il molo omonimo del porto grande), Carcare, Marinaretti e Regina. Rientrano nella zona i due ponti che uniscono Ortigia al resto della città: il ponte Santa Lucia sul lato destro del porto grande e inaugurato nel 2004, e alla sua sinistra il più vecchio ponte centrale Umberto I (ponte umbertino per i siracusani), in quest'ultimo si trovava la porta Ligne (o Ligny) demolita nel 1893 insieme alle altre fortificazioni di epoca spagnola. Della porta seicentesca, opera di Carlos de Grunenbergh, oggi rimane solo lo stemma reale di Spagna (conservato al museo Bellomo) e lo stemma del viceré Ligne (posto sulla muraglia "dei Cattivi" alla Marina). Ai lati del ponte, dagli anni settanta fino al 2015 affiancato anche dal ponte dei "calafatari", sono ancora visibili gli antichi rivellini.
Nelle immediate vicinanze, all'interno del parco dei Marinaretti, vi era l'altro sito monumentale del castello Marieth di cui non rimane più traccia. Tra corso Umberto e piazzale Marconi, all'interno dei giardini pubblici localmente conosciuti come i villini, sono visibili i resti dell'agorà con pavimentazione e colonne dell'antica piazza. Qui si trova inoltre il foro siracusano (toponimo ancora vivo ai giorni nostri) aggiunto dai romani, i quali per raggiungerlo costruirono anche una strada romana anch'essa inglobata all'interno degli ordierni villini, e, fino agli inizi del XIX secolo, la piazza d'Armi.
Cicerone nelle Verrine (II 4, 119) descrive i portici, la sede del potere cittadino (pritaneo), la meridiana di Dionigi, l'altare della Concordia e il tempio di Zeus. A nord-est del sito, si innalza il sacrario ai "caduti della grande guerra" (chiamato anche Pantheon) costruito nel 1936 e opera dei fratelli Rapisardi di Catania.

## Altri monumenti
Percorrendo la via Elorina, si incontra il Ginnasio romano. Risalente al I secolo, il complesso presentava un quadriportico con al centro un tempio di ordine corinzio. Erano presenti anche un teatro e due vasche d'acqua. Oggi rimangono solo resti del quadriportico, del teatro stesso e della vasca d'acqua interna.

## Artigianato
Nella zona sono rimaste le ultime attività artigiane aretusee, in particolare nel rione Regina ma anche in via Elorina. Qui l'area artigianale si congiunge con quella dei Pantanelli. 

## Progetti
Nell'area del porto grande, alla destra del corso Umberto e sul molo Sant'Antonio, si lavora da anni per la realizzazione (ancora incompiuta) di un approdo di navi da crociera e di servizi per il nuovo porto turistico aretuseo, contestualmente alla riapertura del mercato ittico attivo nel siracusano solo a Portopalo di Capo Passero, e alla riapertura del lungomare del porto grande, in cui un tempo c'era la spiaggia cittadina della Playa.

## Trasporti
Oltre al suddetto porto grande, nella terraferma c'è pure la stazione di Siracusa, e fino a qualche decennio fa c'erano anche le stazioni di Siracusa Marittima e di Siracusa Nuova, posizionata di fronte alla stazione centrale. L'edificio della stazione Marittima è stato comunque mantenuto per diventare sede della Guardia costiera, mentre i suoi binari sono stati definitivamente rimossi nei primi anni duemila (nell'ambito della riqualificazione dell'area portuale) per realizzarvi un parcheggio utile principalmente per i pullman turistici, così come ancora prima sono stati rimossi quelli della stazione di Siracusa Nuova, con il suo edificio rimasto anch'esso integro ma chiuso. Sono comunque rimasti i residui del raccordo ferroviario Siracusa Centrale-Siracusa Marittima, non più visibili perché coperti dalla vegetazione, insieme a un vecchio casello tra via Elorina e via del Porto grande, e a una guardiola riammodernata all'ingresso dell'attuale parcheggio.
In via Rubino, nel lato opposto della stazione e sempre sull'ex raccordo ferroviario asfaltato e trasformato in strada urbana, c'è il nuovo terminal degli autobus urbani ed extra urbani.

## Sport
Nell'area del foro siracusano, oggi occupata dai suddetti villini, si sono svolte le prime partite di football (calcio) a Siracusa sin dal 1907 e disputate dal primo football club aretuseo, l'Ortigia Sport Club, che affrontava squadre locali o siciliane o di imbarcazioni estere (quasi sempre inglesi) ferme nel vicino porto grande, e furono proprio i marinai d'oltremanica che, scegliendo e improvvisando come campo di gioco la banchina del porto, praticarono per la prima volta a Siracusa il gioco del football (con il pallone all'epoca di cuoio) facendolo conoscere ai siracusani, il cui sport preferito era fino ad allora il ciclismo. L'avvento del gioco del calcio in terra aretusea fu utile anche a distogliere i picciotti di questo e dei quartieri vicini (Borgata e Ortigia) dal pericoloso "gioco" delle sassaiole che ingaggiavano tra di loro, ed essi poterono sfogare le rivalità rionali non più con sassi, fionde o zabbatane (cerbottane) ma con il pallone. Dopo la scomparsa dell'Ortigia nel 1915, lo stesso campo del foro siracusano continuò a essere usato grazie ai successivi club calcistici siracusani (su tutti il Circolo Sportivo Tommaso Gargallo) fino al 1924 quando fu aperto il primo vero campo di calcio di Siracusa, il Coloniale.